# Захарова, Юлия Сергеевна
Ю́лия Серге́евна Заха́рова (род. 28 июля 1980, Тула) — российская актриса театра и кино, известна благодаря роли Лены Полено в телесериале «Счастливы вместе».

## Биография
Юлия Сергеевна Захарова родилась 28 июля 1980 года в Туле, в семье тульских инженеров. Она посещала драмкружок городского Дворца пионеров. Юлия окончила Тульскую классическую гимназию № 1, затем училась на филолога, а в 2002 году окончила Российскую академию театрального искусства (курс Андрея Гончарова).
С 2000 года служила в театре имени Маяковского, а в 2003 году перешла в театр имени Гоголя.
В 2005—2013 годах играла одну из главных ролей (Лена Полено (Степанова)) в российском сериале «Счастливы вместе».

### Личная жизнь
Жила около семи лет фактическим браком с московским режиссёром Константином Богомоловым, потом (2014—2017) с певцом и музыкантом Александром Дорониным.
В 2018 году в СМИ обсуждался её небольшой конфликт с Ириной Безруковой.

## Телевидение
- Анекдоты на Перец (телеканал)[10]

## Фильмография
| Год       |   | Название                                   | Роль                    |
| --------- | - | ------------------------------------------ | ----------------------- |
| 2003      | с | Пан или пропал                             | эпизод                  |
| 2004      | с | Бальзаковский возраст, или Все мужики сво… | корреспондент           |
| 2005      | с | Аэропорт                                   | экскурсантка            |
| 2005      | ф | Алька                                      | санитарка в дивизии     |
| 2006—2013 | с | Счастливы вместе                           | Лена Полено (Степанова) |
| 2019      | ф | Водяная                                    | Водяная                 |
| 2025      | с | Букины                                     | Лена Полено (Степанова) |

## Роли в театре
- «Комедия о Фроле Скобееве»
- «Прекрасная преступница»
- «Король забавляется»
- «Госпожа Метелица»
- «По щучьему велению»
- «Приворотное зелье»
- «Роман с кокаином»
- «Любовнички»